# Walter Heckmann (Maler)

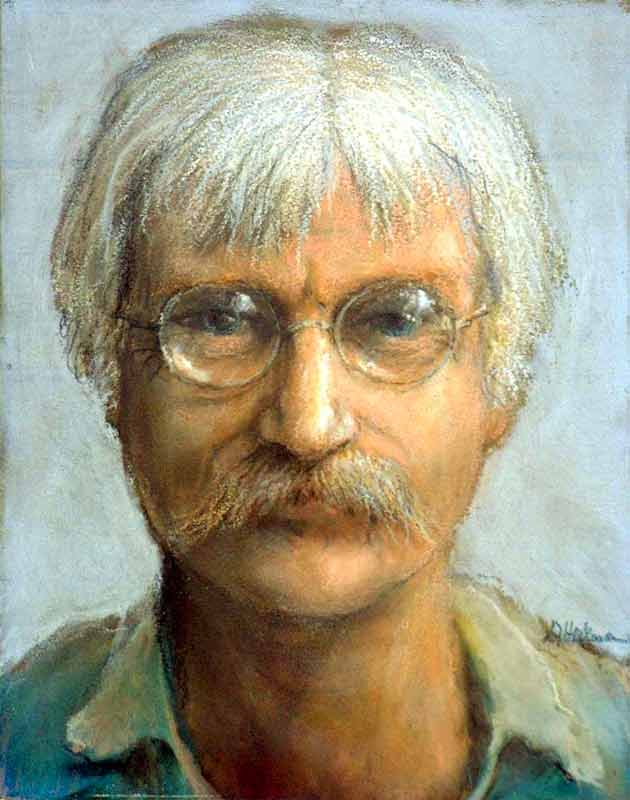
„Selbstporträt“

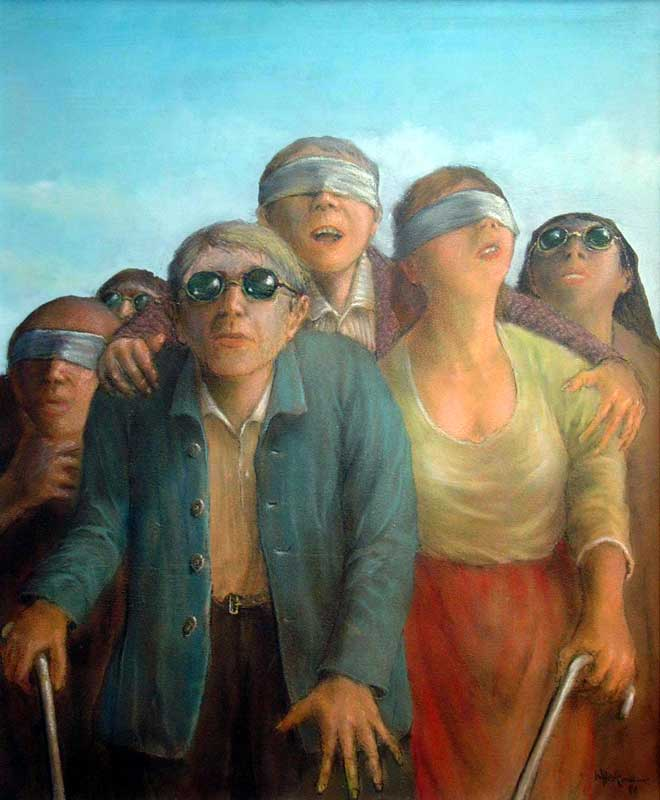
„Der Blinde führt die Blinden“

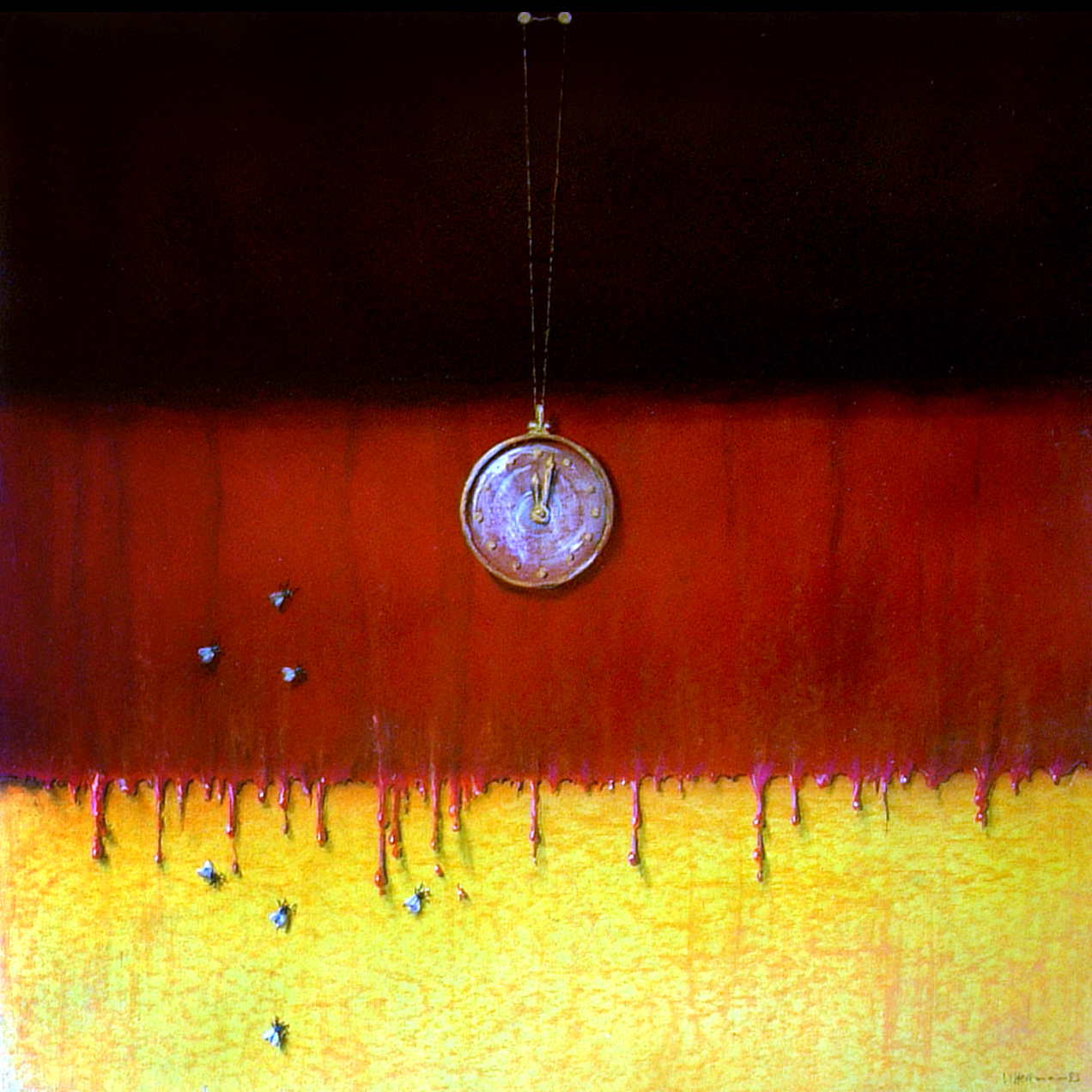
„Zeit der Fliegen“ (Acrylic/Tempera/Pastell, 1983)

Walter Albert Heckmann (* 10. Januar 1929 in Freiburg im Breisgau; † 26. Juni 1994 in Aalst bei Brüssel) war ein deutscher Maler, Graphiker, Zeichner und Bildhauer.

## Leben
Seine Kindheit verbrachte Walter Heckmann abwechselnd bei Weinheim an der Bergstrasse und in Freiburg im Breisgau. Bereits als Jugendlicher begann er zu malen, nach seiner Schulzeit 1948–1950 absolvierte er eine technische Zeichnerlehre und studierte an der Freiburg International Academy Lithografie und grafische Techniken. Von 1950 bis 1952 studierte er Malerei an der Akademie München bei Franz Xaver Fuhr. In den Jahren 1953 bis 1954 hielt er sich jeweils für ein halbes Jahr in Paris und Rom auf. Es folgten Studienreisen nach Holland, Belgien, Österreich und Skandinavien. 1958 ließ er sich als freischaffender Bildhauer in Freiburg i. Br. nieder. 1959 heiratete er Ursula Minnet (* 29. April 1939; † 15. Januar 2016). Sie hatten einen des Sohn, Philipp Heckmann.
In den Jahren von 1953 bis 1971 war Walter Heckmann hauptsächlich als Bildhauer tätig, ab 1968 entstanden zunehmend Tafelbilder, inhaltlich zunächst noch auf die Bildhauerei bezogen. 1971 zog er nach Frankfurt am Main um. In derselben Zeit beendete er sein plastisches Werk und widmete sich von nun an ausschließlich der Malerei. 1973 siedelte er nach Meudt im Westerwald um. Von 1978 bis 1980 hatte er Wohnung und Atelier in St. Paul de Vence, Südfrankreich. 1980 kehrte nach Deutschland zurück, zunächst nach Düsseldorf, später nach Frankfurt am Main, wo er 1987 die „Galerie an der Schirn“ eröffnete und bis zu seinem Tode am 26. Juni 1994 seine Bilder ausstellte.
Kritiker versuchten Walter Heckmann als Vertreter der „Neuen Deutschen Landschaft“ oder des „Poetischen Realismus“ einzuordnen. Walter Heckmann war jedoch ein sehr vielseitiger Künstler mit zahlreichen Facetten. Einordnungen treffen nur auf manche Arbeiten oder Lebensperioden zu und können keine Allgemeingültigkeit haben.